# Rick von Bracken

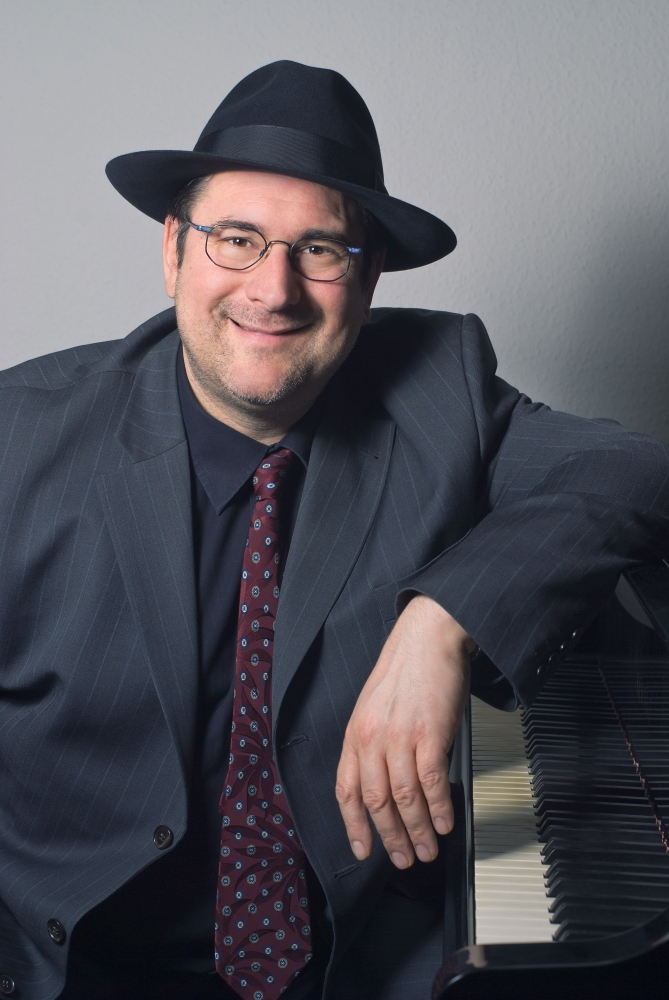
Rick von Bracken, 2010 (Foto: Michael Brem)

Rick von Bracken (* 5. Februar 1964 in Marburg an der Lahn als Richard Gordon Ernst Helmut von Bracken) ist ein deutscher Jazz- und Unterhaltungsmusiker (Tenor-, Sopran- und Altsaxophon, Piano/Keyboard, Komposition), Studioproduzent und Instrumentallehrer.

## Leben und Wirken
Von Bracken, Sohn des Sonderschulpädagogen Helmut von Bracken, erhielt von 1970 bis 1983 klassischen Klavierunterricht. 1977 gründete er seine erste Jazzband, 1978 begann er als Autodidakt, Saxophon zu spielen. 1983 wurde in Marburg sein „Konzert für Saxofon und Orchester“ uraufgeführt. Nach dem Abitur am Gymnasium Philippinum Marburg und dem Zivildienst studierte er ab 1984 Musikwissenschaft, Volkswirtschaftslehre und Soziologie in Heidelberg, wo er auch mit unterschiedlichen Bands auftrat und seit Mitte der 1980er Jahre als professioneller Musiker tätig war. 1987 war er Mitbegründer des Trios Triplicated, das Modern Jazz spielte, und leitete gemeinsam mit Peter Klinger ein Quintett. Zwischen 1989 und 1994 war er Ko-Leader der Modern Dance Band, sein eigenes Quintett existierte zwischen 1992 und 1997, seit 1990 leitet er das Cool Cats Orchestra, mit dem er bis 2007 zwei Alben vorlegte. Ab 1994 konzentrierte er sich vermehrt auf Mainstream Jazz und gründete u. a. mit Allen Blairman die internationale Formation Four 4 Jazz.
Seit 1989 ist er auch als Studiomusiker aktiv; zwischen 1997 und 2001 war er Tenorsaxophonist von Sydney Ellis and Her Yes Mama Band. 2001 wurde seine „Suite für Streichorchester und Holzbläser“ in Öhringen uraufgeführt, 2006 seine sinfonische Fantasie „Machine Emotion“ in Heidelberg. Von 1997 bis 2001 tourte er mit der Blues-Sängerin Sydney Ellis. Seit 2003 ist er der Saxophonist der christlichen Rhythm-’n’-Blues-Band Plug’n Pray. Heute tritt er u. a. mit den Ewood Brothers, Rixx Jazz Band und der Gruppe Two Steps auf. Er ist auch auf Alben mit Maisha Grant & the Bluesfeeling, Valenthin Engel, Sigi Bohnert oder dem Tostedt Community Gospel Choir zu hören.

## Preise und Auszeichnungen
Der von ihm komponierte Song Kein Broadway (Text: M. Dignal und E. Schumacher) gewann 2003 beim Wettbewerb „Ein Lied für Öhringen“ den Sonderpreis als professionellster Beitrag und wurde im selben Jahr als Single veröffentlicht (Casino Records).

## Diskographische Hinweise
- Hip Rick & the Masters of Jazz: Saxopop (Golden Note Records 1997)
- Four 4 JAZZ: Live! (Casino Records 2009)

## Lexikalische Einträge
- Jürgen Wölfer: Jazz in Deutschland. Das Lexikon. Alle Musiker und Plattenfirmen von 1920 bis heute. Hannibal, Höfen 2008, ISBN 978-3-85445-274-4.